# Centro Europeo de Ciberdelincuencia
El Centro Europeo de Ciberdelincuencia (en inglés: European Cybercrime Centre; abreviado EC3 o EC³) es una organización de la Unión Europea ubicada en la sede de Europol en La Haya, Países Bajos.  
El objetivo del centro es la coordinación de las actividades policiales transfronterizas contra la ciberdelincuencia y actuar como centro de conocimientos tecnológicos. Fue inaugurado el 11 de enero de 2013 y estaba inicialmente compuesto por cinco expertos, aunque este número se incrementó a 40 en 2013 y el organismo entró en funcionamiento oficial al final del año 2015. El EC3 se encarga de asistir a los Estados miembros en su lucha contra las redes de ciberdelincuencia así como desarrollar guías y formación.